# Аксуатский район
Аксуатский район (каз. Ақсуат ауданы) — административно-территориальная единица в составе Абайской области Казахстана. Центр — село Аксуат.

## История
Аксуатский район образован 9 января 1935 года в составе Восточно-Казахстанской области из частей Кокпектинского и Тарбагатайского районов.
14 сентября 1939 года Аксуатский район был включён в состав Семипалатинской области. При этом в его состав входили Акжайляуский, Аксуатский, Алгабасский, Ерназаровский, Каргубинский, Кызыл-Каинский, Кызыл-Кесекский, Кок-Жиринский, Кок-Тюбекский, Кумгольский, Ойчиликский, Сталинский и Уш-Аральский с/с.
В 1954 году Алгабасский с/с был присоединён к Ерназаровскому, Кок-Тюбекский — к Кок-Жиринскому, Сталинский — к Кызыл-Кесекскому, Кызыл-Каинский — к Аксуатскому. Упразднён Каргубинский с/с.
В 1958 году Уш-Аральский с/с был передан в Аягузский район.
2 января 1963 года Аксуатский район был упразднён, а его территория передана в Кокпектинский район.
31 декабря 1964 года Аксуатский район был восстановлен. В его состав вошли Аксуатский, Акжайляуский, Ерназаровский, Кызыл-Кесекский, Кок-Жиринский, Кумкольский и Ойчиликский с/с Кокпектинского района.
В 1965 году Акжайляуский с/с был упразднён. Образован Алгабасский с/с.
В 1971 году образован Сатпаевский с/с, в 1980 — Ждановский с/с.
В 1989 году Ждановский с/с был переименован в Екпекский.
В 1993 году Ерназоровский с/с был переименован Иргызбаевский, Алгабасский с/с — в Киндиктинский.
3 мая 1997 года в связи с ликвидацией Семипалатинской области Аксуатский район был передан в Восточно-Казахстанскую область.
23 мая 1997 года Аксуатский район был упразднён, а его территория передана в Тарбагатайский район.
4 мая 2022 года Аксуатский район был снова организован указом президента Казахстана Касым-Жомарта Токаева.